# 油壺湾

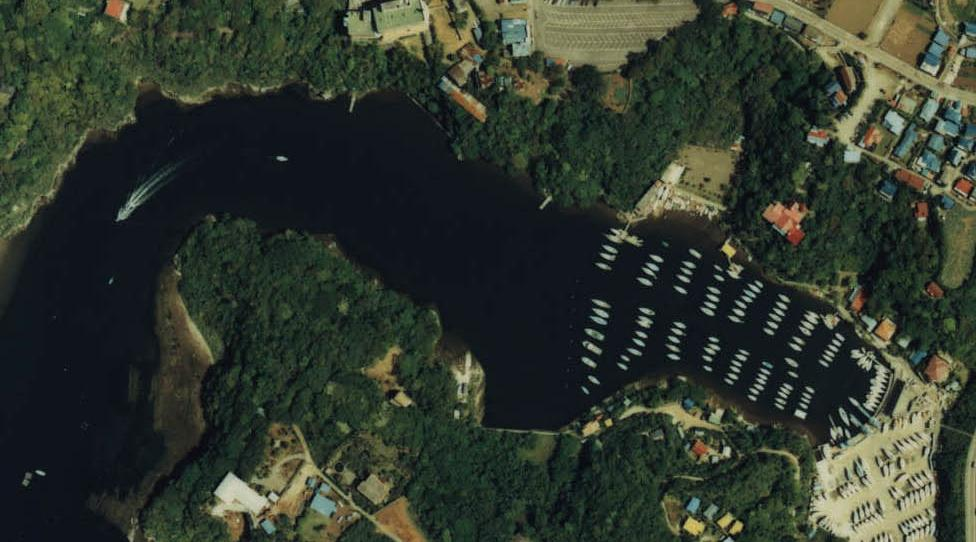
油壺湾の航空写真
（上が網代崎、下が名向崎）

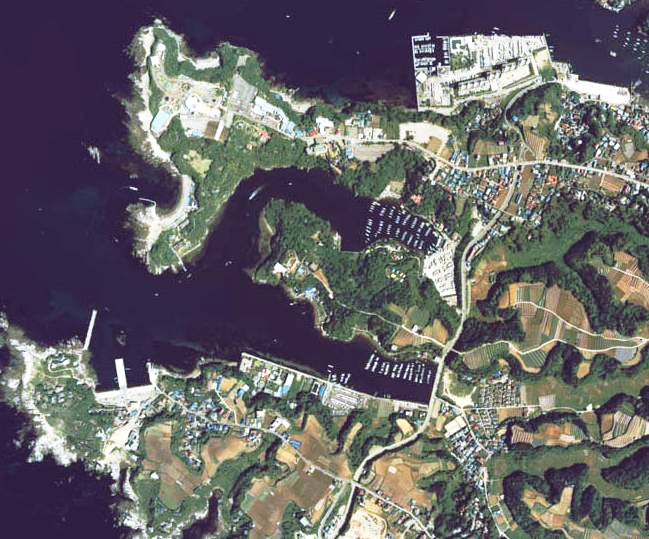
周辺の広域図
南側は名向崎を挟んで諸磯湾がある

油壺湾（あぶらつぼわん）は、三浦半島の南西部に位置し、相模湾に面する小湾。

## 概要
西側の網代崎（あじろさき）と東側の名向崎（なこうざき）に挟まれたリアス式海岸の入り江で、幅100 - 150 m、奥行700 mと東西に細長い。浸食谷の沈降によって生じた湾である。
行政区域としては神奈川県三浦市三崎町に属する。湾の奥に至るまでに地形的に何段階か折れ曲がっているおかげで外海のうねりが到達せず、また周囲の岬の高さとそこに生い茂る林が風を防いでくれているおかげで水面が穏やかに保たれる湾であり、天然の良港になっている。
神奈川県により、台風の時などに漁船が退避するために使われる避難泊地に指定されている。きわめて閑寂としており漁師の間では、いくつかの逸話も添えつつ「三浦一族の亡霊が彷徨っている」などとも語られていた。
1979年に定められたかながわの景勝50選の1つに選ばれている。
湾名の由来は地名の油壺と同様、湾内が油を流したように静かなためとも、16世紀に新井城（三崎城とも）が落城した際に三浦氏の死体で水面に油が漂ったからともされる。

## 歴史
油壺湾の北側に伸びる網代崎には、かつて三浦氏の居城であった新井城（三崎城）があった。建物は失われてしまったが、曲輪や土塁がわずかに残り、歴史を偲ぶ案内板が立てられている。
第二次世界大戦中の1945年には、この臨海研究所を本部として横須賀鎮守府の第1特攻戦隊の基地が置かれ、第14回天隊などがいた。

## ヨットハーバー
現在、この湾の奥まった場所にはヨットハーバーが整備されている。先述のように天然の良港で、台風などの時にもヨットが被害を受けにくい。数ある日本のヨットハーバーの中でも歴史が古く、日本のセーリングヨット史を辿ると幾度も登場する湾である。ただし、湾は今でも湾をとりかこむ岬の林や道の狭さによって、外の視線からは守られていて人の出入りは少なく、ヨット関係者や付近の別荘などの利用者以外にとっては近づきがたい、ひっそりとした雰囲気を保っている。
なお湾に面してヨット整備に関して老舗的な会社が存在しており、周囲のハーバーからだけでなく、湘南や横浜あたりのヨットハーバーを係留地とするヨットの中にも整備・改造・艤装変更等のために海路ここにやってくるものがある。

## 観測、研究施設
湾には国土地理院の油壺験潮場があり、海面の水位を測定して土地の隆起・沈降や津波を解析している。1894年（明治27年）に竣工した験潮場の旧建屋は2018年度土木学会選奨土木遺産に選ばれている。
新井城跡付近の、油壺湾に面するあたりに東京大学大学院理学系研究科附属臨海実験所が設けられ、臨海生物の生態などを研究している。

## アクセス
京浜急行バス、油壺停留所または油壺マリンパーク停留所下車すぐ。

## ギャラリー

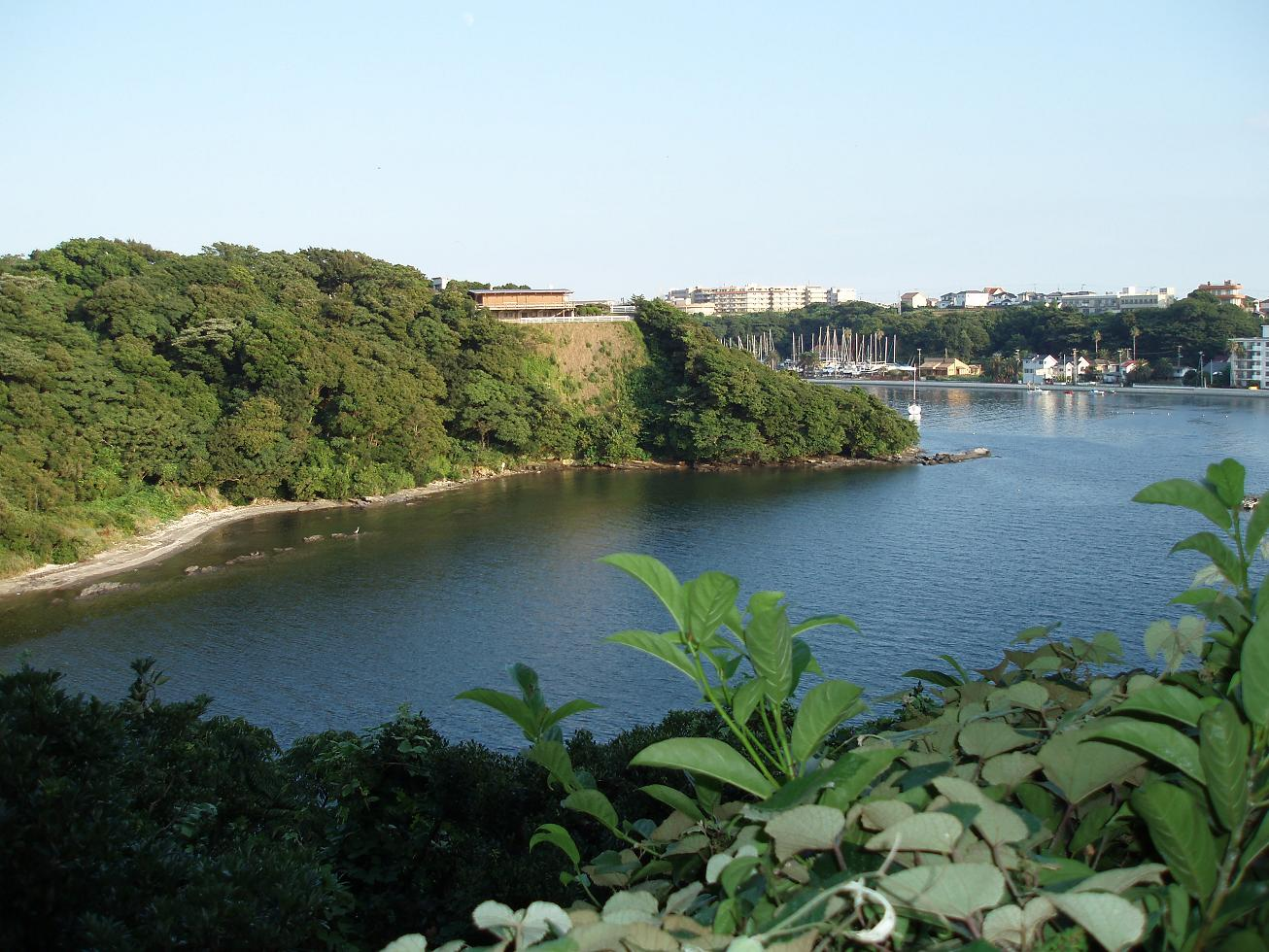
手前が油壺湾の入り口。奥は諸磯湾。東京大学三崎臨海実験所付近から
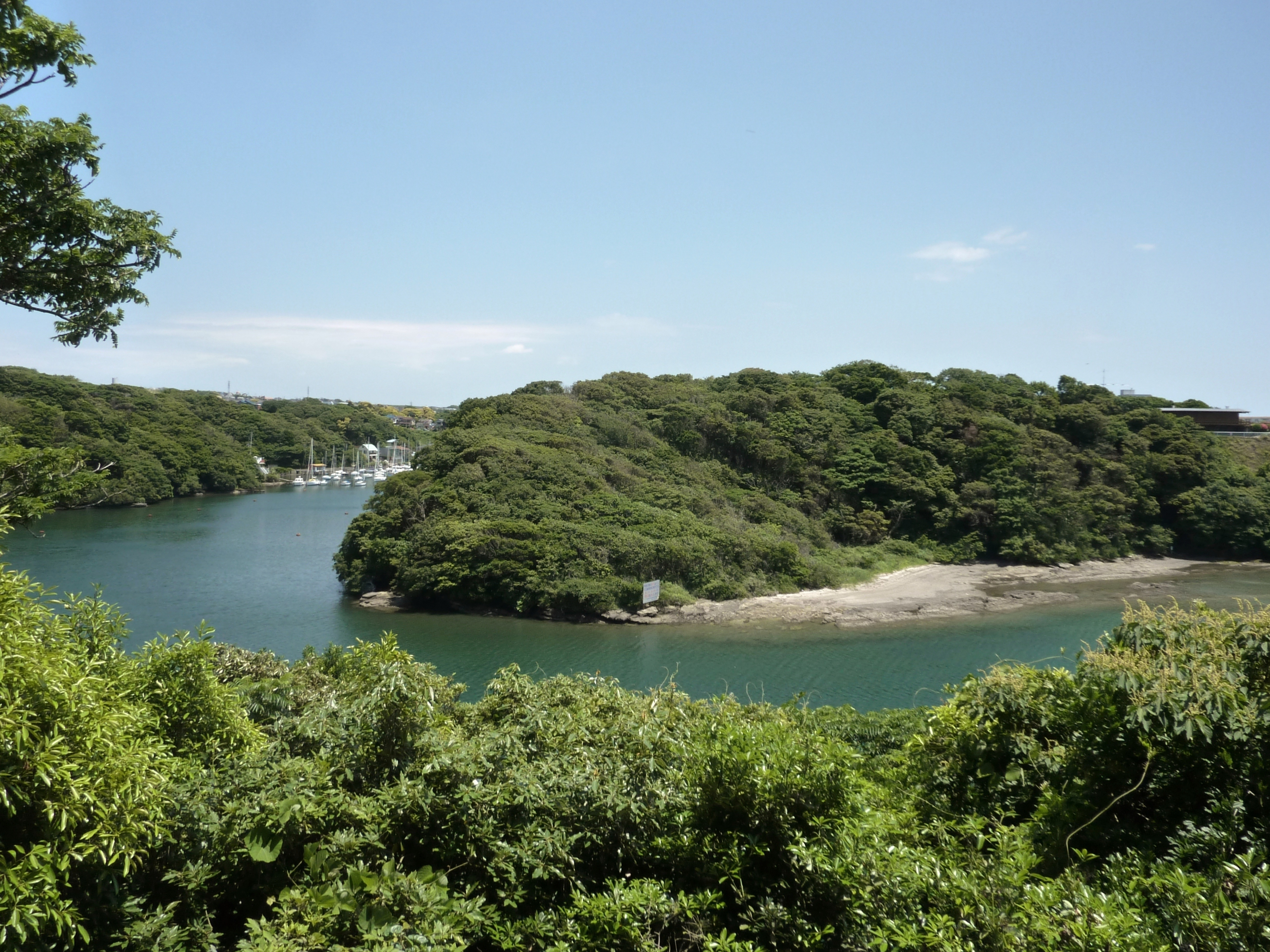
東京大学三崎臨海実験所付近から見た油壺湾
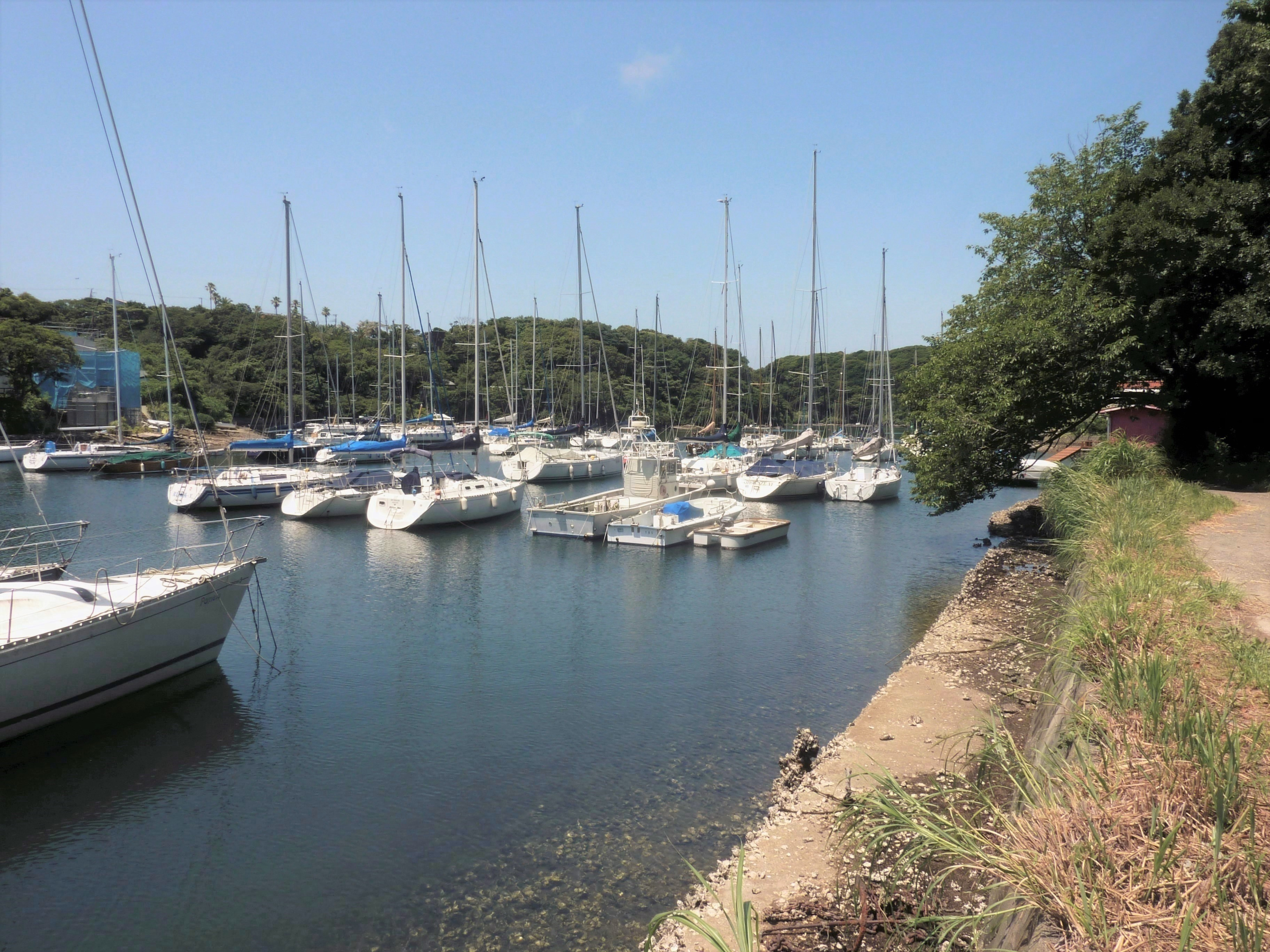
湾奥から湾口方面を望む